# Gonciarek
Gonciarek (niem. Scheundelhübel, 631 m n.p.m.) – szczyt w Karkonoszach w zachodniej części Pogórza Karkonoskiego.
Położony jest na południowy wschód od Marysina w Szklarskiej Porębie.
Zbudowany jest z granitu karkonoskiego i częściowo zalesiony.